# Chrysiptera pricei
Chrysiptera pricei là một loài cá biển thuộc chi Chrysiptera trong họ Cá thia. Loài này được mô tả lần đầu tiên vào năm 1992.

## Từ nguyên
Từ định danh pricei được đặt theo tên của David Price, nhà tự nhiên học, sinh thái học, ngôn ngữ học, dịch giả và cũng là một nhà tư vấn phát triển cộng đồng, người đã giúp thu thập mẫu định danh và hỗ trợ công tác hậu cần cho tác giả Gerald R. Allen trong chuyến thăm Irian Jaya (Tây Papua hiện nay).

## Phân bố và môi trường sống
Tất cả các mẫu vật của C. pricei đều được phát hiện và thu thập tại đảo Yapen, nằm về phía bắc đảo New Guinea (thuộc bên Indonesia). C. pricei sống trên các rạn viền bờ ở độ sâu khoảng 3–10 m.

## Mô tả
Chiều dài lớn nhất được ghi nhận ở C. pricei là 5 cm. Thân trên có màu xanh lam, chuyển thành màu trắng ở thân dưới và bụng. Vảy ở nửa thân trên có các vạch màu xám đen. Đầu có nhiều vệt đốm màu xanh sáng.
Số gai ở vây lưng: 12–13; Số tia vây ở vây lưng: 9–10; Số gai ở vây hậu môn: 2; Số tia vây ở vây hậu môn: 11–12; Số gai ở vây bụng: 1; Số tia vây ở vây bụng: 5; Số tia vây ở vây ngực: 13–15; Số lược mang: 21–23; Số vảy đường bên: 11–14.

## Sinh thái học
Thức ăn của C. pricei có thể là tảo và động vật phù du. Cá đực có tập tính bảo vệ và chăm sóc trứng; trứng có độ dính và bám chặt vào nền tổ.